# Кох, Фридрих
Фридрих Кох (нем. Friedrich Koch; 25 декабря 1859, Каппельн — 13 января 1947, Гроссенвиден, Хессиш-Ольдендорф) — немецкий художник, известный росписью ряда зданий — в том числе, 30 церквей.

## Работы
- Предел в церкви Святого Иоанна в Даленбурге
- Фрески в церкви Святого Александра в Виллерсхаузене (Калефельд)